# Chandpole Gate
Chandpole Gate (hindsky चांदपोल गेट) je jedna z bran historického města Pink City v indickém městě Džajpur, ve státě Rádžastán. Název v překladu znamená měsíční brána. Brána dala svůj název místní části, nedaleké třídě, bazaru, veřejnému prostranství před ní, i stanici metra. 

## Poloha
Brána je umístěna na samotném západním okraji města, patří mezi jednu z hlavních v Džajpuru a jednu z historických sedmi bran starého města. Nachází se přímo naproti Surajpol Gate (sluneční bráně), která se rozkládá na okraji východním. 

## Popis
Stavba je nápadná svoji narůžovělou barvou, která odpovídá fasádám domů u hlavních ulic historického města Pink City. Je bohatě zdobena květinovými motivy po obou stranách. Na jejím vrcholku se nachází dvě věže (čatrí), které jsou orientované k odvrácené straně brány. Ta má jeden průjezd pro vozidla a dva pro pěší z každé strany. Dominantním prvkem je použitý orientální lomený oblouk.
Brána je součástí historického opevnění města. Kromě ní samotné se zde nachází ještě předsazený prostor před bránou, který je rovněž obehnaný zdmi. Západně od něj, mimo starověké město, se nachází rušná dopravní křižovatka včetně stanice metra. Pro návštěvníky města, kteří přicestují do Džajpuru vlakem, je právě tato brána často hlavní vstup do města. Ze severní strany k ní přiléhá chrám boha Hanumána.

## Historie
Brána byla zbudována v souvislosti s vznikem Džajpuru jako nového plánovaného města v 20. letech 18. století.
Vzhledem k dopravním potřebám přilehlých ulic byla jižní část brány v minulosti vybourána. Dva jízdní pruhy přilehlé třídy Chandpol Bazaar nyní směřují samotnou bránou; další dva potom prázdným prostorem jižně od ní, kde se nacházela část městského opevnění. 
V budoucnosti bude přímo pod ní veden nový úsek džajpurského metra, který by měl proniknout i do historického opevněného města. V září 2015, nedlouho po zahájení ražby tunelu, se okolo brány objevily trhliny, samotná brána byla poškozena jen nepatrně. Tunel metra se nachází pouhých 7 metrů pod vozovkou.